# میلینوکت (مین)
میلینوکت(به انگلیسی: Millinocket) شهری در ایالت مین کشور ایالات متحده آمریکا است که جمعیت آن در سرشماری سال ۲۰۱۰ میلادی، ۴٬۴۶۶ نفر بوده‌است.